# Блонден, Пьер Эдуар
Пьер Эдуа́р Блонде́н, PC (фр. Pierre Édouard Blondin; 14 декабря 1874 года, Сен-Франсуа-дю-Лак — 29 октября 1943 года) — канадский политик. Председатель Сената Канады (1930—1936). Также занимал ряд министерских постов в правительствах Роберта Бордена и Артура Мейена, в частности был министром внутренних доходов (1914—1915), государственным секретарём и министром шахт (1915—1917), а также генеральным почтмейстером Канады (1917—1920).

## Биография
Пьер Блонден родился 14 декабря 1874 года в Сен-Франсуа-дю-Лак, Центральный Квебек.
На выборах 1908 года впервые избран в Палату общин Канады от квебекского избирательного округа Шамплен как кандидат от Консервативной партии. В 1911 году переизбран. В 1914 году вошёл в правительство Роберта Бордена, став министром внутренних доходов. В 1915 году оставил этот пост, одновременно заняв два других поста — государственного секретаря (члена правительства, ответственного за связь канадского правительства с правительством Великобритании) и министра шахт. Также занимал пост вице-спикера Палаты общин.
8 января 1917 года назначен генеральным почтмейстером Канады. В марте 1917 года временно покинул свой пост, став генерал-полковником канадской армии. Правящая Юнионистская партия (образованная в том же году объединением Консервативной партии и части либералов) поддерживала введения воинского призыва в участием Канады в Первой мировой войне. Большинство франкоканадцев не поддерживали это, так как не желали воевать за чуждые им британские интересы. Это привело к кризису — массовым выступлениям франкоканадцев против призыва. Своим поступком Блонден желал подать пример франкоканадцам, уклонявшимся от призывов в армию.
Из-за кризиса призыва Юнионистская партия утратила популярность в Квебеке и потерпела сокрушительное поражение выборах 1917 года в большинстве избирательных округов провинции (62 из 65). Блонден также не смог переизбраться, проиграв выборы либералу Артуру Лесьёру Делорье.
Тем не менее после поражения на выборах Блонден вошёл в новое правительство Бордена, сохранив пост генерального почтмейстера. Для того, чтобы позволить ему быть членом правительства после потери места в Палаты общин, генерал-губернатор Виктор Кавендиш, по рекомендации Бордена, назначил Блондена в Сенат Канады. В Сенате Блонден представлял квебекский округ Лаврентиды. Генеральным почтмейстером он оставался до 1921 года, сохранив пост после отставки в 1920 году Бордена и образования нового правительства Артура Мейена.
С 1930 по 1936 годы Блонден занимал пост председателя Сената Канады. После отставки с этого поста продолжал оставаться сенатором до момента своей смерти 29 октября 1943 года.